# Juan Gil de Hontañón

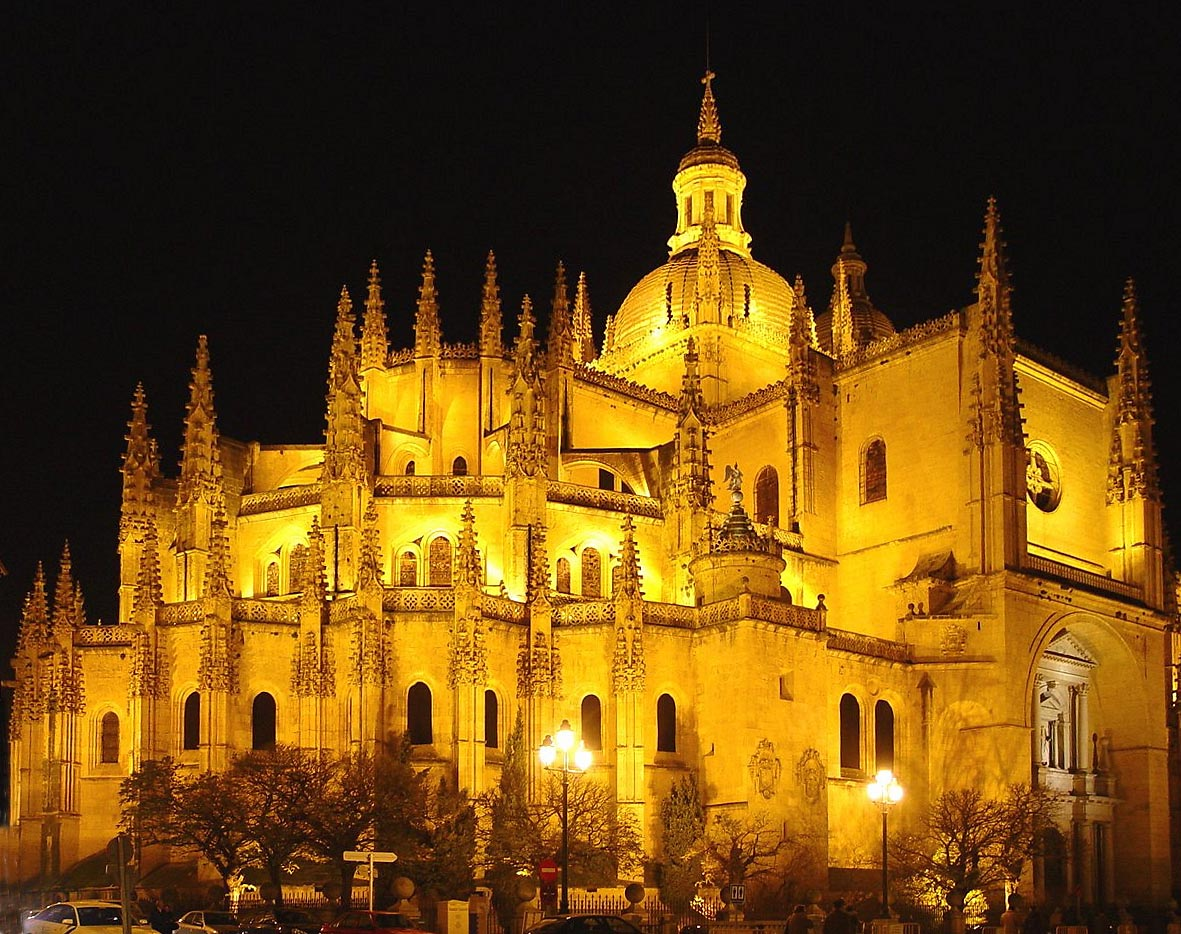
La cathédrale de Ségovie, construite selon les plans de Juan Gil de Hontañón

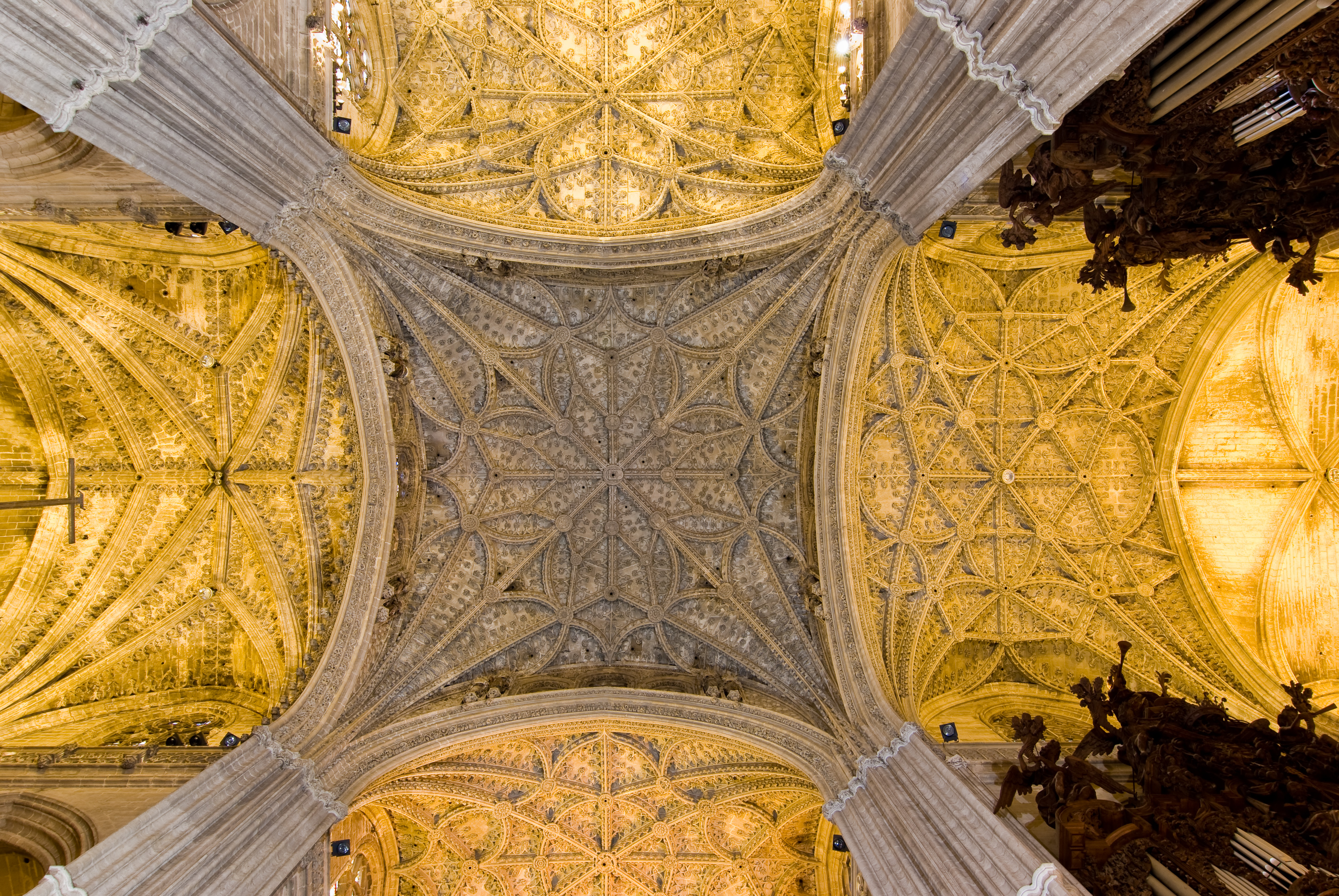
Le dôme de la cathédrale de Séville

Juan Gil de Hontañón (Rasines, Cantabrie vers 1480 - Salamanque, 11 mai 1526) était un maître d'œuvre espagnol, premier d'une dynastie d'architectes du XVIe siècle.

## Biographie
Il est cité pour la première fois en 1498 lié avec Juan de Álava et Juan de Badajoz le Vieux. Il a dû travailler avant 1500 au monastère del Parral, à Ségovie.
Ses premières œuvres furent réalisées à Ségovie, alors qu’il était associée à l’école de Jean Goas. Il intervint sur la Nouvelle Cathédrale sur le château du duc d’Albuquerque et au monastère Saint-François (es), tous deux à Cuellar, ainsi qu’au château de Turegano (es) et sur plusieurs monastères et la Cathédrale San Antolín de Palencia.
Le 15 octobre 1505 il a signé avec l'évêque de Palencia, Juan Rodríguez de Fonseca, le contrat pour la construction du cloître et de la salle capitulaire de la cathédrale. Juan Gil fut aussi chargé la même année de construire l'église paroissiale de Santa María la Mayor de Coca qui recevait les tombeaux des Fonseca.
Pendant ses années à Palencia, par comparaison stylistique, García Chico lui a attribué la réalisation du couvent Saint-François (es) de Medina de Rioseco avant de changer d'avis. Il en influença probablement le tracé des voûtes.
Il se rendit ensuite à Salamanque où il participa à la conférence de neuf maîtres maçons et architectes qui donnèrent leur avis sur les plans de nouvelle cathédrale le 3 septembre 1512. Il fut ensuite nommé maître d'œuvre des travaux de construction de la nouvelle cathédrale.
En 1512, il remit les plans et commença la construction du monastère de Briviesca (Burgos). Ses relations avec le nouvel évêque de Palencia, Juan Fernández de Velasco, l’emmenèrent probablement à intervenir en 1516 avec son fils Rodrigo Gil de Hontañón sur l'église du monastère de Nuestra Señora de la Piedad de Casalarreina (La Rioja) fondé par l'évêque et inauguré deux ans après sa mort, en 1522.
Sa relation avec la ville de Séville est due à sa nomination en tant que maître d'œuvre des travaux de la Cathédrale du 12 septembre 1513 jusqu'en 1516, après la destitution de son prédécesseur Alonso Rodríguez à la suite de l'effondrement du dôme construit par ce dernier en décembre 1511. Sa nomination fut précédée de réunions du conseil avec plusieurs des grands maîtres de l'époque dans ce domaine, parmi lesquels figuraient Juan de Álava et Juan de Badajoz le Vieux.
Juan Gil conçut un nouveau dôme situé plus de 40 m au-dessus du sol, plus bas que le précédent, en cours d'achèvement dans 16 décembre 1517, dôme qui s’effondra également 370 ans plus tard, le 1er août 1888, et qui fut rapidement reconstruit tel qu’on le connaît aujourd’hui.
Dans ses dernières années, il travailla à nouveau à Ségovie, ainsi qu’à Zamora et à Grenade. Il fut maître d'œuvre de la nouvelle cathédrale de Ségovie dont la première pierre fut posée le 8 juin 1525. Il intervint sur le chœur de l'église de San Eutropio (es) d'El Espinar (province de Ségovie).

## Famille
Il se maria avec María Gil dont il eut un fils, Juan Gil de Hontañón le Jeune, maître maçon connu entre 1521 et 1531, et une fille María Gil de Hontañón. Il eut également un fils hors mariage avec María Sanz, Rodrigo Gil de Hontañón qui fut maître maçon et architecte, .